# Carpinus tsaiana
Carpinus tsaiana är en björkväxtart som beskrevs av Hu Hsien-Hsu. Carpinus tsaiana ingår i släktet avenbokar, och familjen björkväxter. Inga underarter finns listade.